# Predan
Predan  je priimek več znanih Slovencev:
- Alja Predan (*1956), dramaturginja, teatrologinja, prevajalka in urednica
- Barbara Predan, oblikovalka, teoretičarka in kritičarka oblikovanja: izr. prof. ALUO
- Darka Zvonar Predan (*1955), novinarka
- Drago Predan (1904–1976), šolnik, kulturno-prosvetni delavec, zborovodja, domoznanec, publicist
- Izidor Predan - Dorič (1932–1996), politik, pisatelj in narodnokulturni delavec v Benečiji
- Janko Predan (*1942), zdravnik psihiater in politik
- Jožef Predan, strojnik
- Lev Predan Kowarski (*1986), direktor fotografije
- Marko Predan (1921–1995), kipar
- Milan Predan (*1955), novinar, urednik, publicist, diplomat
- Primož Predan, konservator
- Saša Markovič Predan (*1943), zdravnica in političarka?
- Špela Predan (*1969) novinarka, PR-ovka, podjetnica
- Vasja Predan (1930–2021), dramaturg, literarni in gledališki kritik, esejist, publicist, urednik
- Žiga Predan, producent, direktor društva Pekinpah